# العظم السنعي الرابع
العظم السنعي الرابع (العظم السنعي للبنصر) هو إحدى العظام السنعية الأقصر والأصغر من العظم السنعي الثالث.
قاعدة العظم صغيرة وذات شكل رباعي وسطحها الأعلى ذو جانبين أحدهما كبير  وسطي ليتوافق مع العظم الكلابي والآخر صغير أفقي ليتوافق مع العظم الكبير.